# Soler de Sant Pau
Soler de Sant Pau, conegut també com el Soler de l'Espluga o senzillament el Soler, és una masia del terme municipal de Casserres (Berguedà), a la zona de Sant Pau de Casserres, inclòs en l'Inventari del Patrimoni Arquitectònic de Catalunya.

## Descripció
Masia de grans dimensions de planta rectangular coberta a dues aigües amb teula àrab i el carener perpendicular a la façana, orientada a migdia. Està fonamentada directament damunt la roca natural i adaptada al desnivell; consta de planta baixa i pis. Les obertures són allindanades, amb grans lloses de pedra ben escairades als marcs i al lateral, dos grans arcs rebaixats, un sobre l'altre. El parament és de carreus de pedra sense desbastar disposats en fileres i amb grans carreus escairats a les cantoneres. Malgrat ésser una masia del segle xviii, no presenta la típica disposició de galeria de porxos, ni una considerable alçària. Respon bàsicament als esquemes dels segles XVI-XVI. En la construcció del Soler s'aprofità el desnivell del terreny i es tancà l'era amb un mur de pedra.
La façana principal és fruit d'una reforma de l'any 1794, segons el gravat d'una llinda de la primera planta, i té una composició simètrica amb tres grans arcades de mig punt, actualment les laterals han estat cegades en un 66% i han deixat una part de finestra amb fusteria. L'arcada central és l'entrada d'accés a la planta baixa. Actualment per entrar a l'habitatge es fa per la façana de llevant, oberta recentment. A la planta primera, les obertures es disposen amb una galeria central amb barana de ferro i dues finestres laterals, i al seu damunt dos carreus posats en forma de frontó. La segona planta segueix la mateixa disposició, però amb finestres més petites. Totes les obertures tenen la llinda i els brancals de pedra treballada i l'ampit motllurat. El barri està tancat per una closa de pedra vista d'alçada discontínua amb una portalada amb porta de fusta de dues fulles i un teuladet a dues aigües. A l'angle sud-oest hi ha la fogaina amb coberta de teules i estructura de fusta. Al davant, durant el procés de restauració, van aparèixer una sèrie de forats buidats a la roca que s'han interpretat com el lloc on es trencava el cànem. A la façana de llevant que està en contacte amb la roca i pateix més les humitats del sòl, hi ha una mina excavada a la roca per separar precisament la façana de la roca i evitar les humitats. A la façana septentrional, on hi havia el forn de pa, es va construir una capella l'any 1939.

## Història
Fou coneguda antigament com el Soler de l'Espluga, a causa de la proximitat d'una gran cova natural, que presenta signes d'haver estat habitada. El 1267 el mas de l'Espluga de la parròquia de Sant Pau de Casserres fou cedit per Pere de Berga, juntament amb altres masos, a l'església de Sant Pere de Cohorts de la vila de Berga, per tal de dotar un sacerdot que servís aquesta església. En els fogatges de 1553 s'esmenta amb el terme "l'Aspluga". La masia del Soler conserva un reduït arxiu familiar, sobretot relatiu al segle xviii i procedent de la masia de Periques (Puig-reig), propietat de Soler. L'edifici actual és una construcció relativament nova, del segle xviii. La llinda datada l'any 1794 indicaria una reforma i ampliació que donaria l'aspecte present de la masia. Durant aquestes reformes s'amplia per la façana de migdia, tapant l'antiga façana de la qual es conserva l'entrada amb el portal adovellat, i creant un nou cos que en planta baixa és de volta escarsera de pedra. És molt interessant l'estat de conservació de tot l'interior de la casa, principalment la Sala, datada vers 1770, una de les més elegants de tota la comarca.
La casa conserva una col·lecció d'estris diversos relacionats amb les tasques agrícoles i restes d'elements arquitectònics. Alguns elements són de la pròpia casa i d'altres no. Destaca una premsa de vi, una agramadora, terrissa, mobiliari, una premsa per fer espelmes i una col·lecció de piques, moles, llindes i una pica per fer oli de ginebre.